# Сырчан
Сырча́н (? — после 1125 года) — половецкий хан, сын Шарукана.

## Биография
Был главой орды, кочевавшей в степи на правых притоках Донца, где обосновался после многочисленных перекочёвок, вызванных активностью русских князей Владимира Мономаха и его сына Мстислава Великого. Сырчан был братом другого половецкого хана, Атрака, переселившегося с ордой в Грузию по предложению Давида Строителя в 1118 году при жизни Владимира Мономаха.
В летописи имеется поэтический рассказ о том, как Сырчан позвал своего брата назад, послав ему весть в Грузию. Согласно летописи, Сырчан послал к Атраку своего певца Орева с просьбой о возвращении на родину. Атрак колебался, после чего Орев, песни которого не вдохновили Атрака, по приказу Сырчана передал Атраку траву емшан, напомнившую ему о родных степях. Благодаря этому Атрак вскоре вернулся в степи.

## В искусстве
Хан Сырчан является одним из главных героев стихотворения Аполлона Майкова «Емшан»